# Gare de Labergement-Sainte-Marie
Gare de Labergement-Sainte-Marie vasútállomás Franciaországban, Labergement-Sainte-Marie településen.

## Vasútvonalak
Az állomást az alábbi vasútvonalak érintik:
- Dijon–Vallorbe-vasútvonal

## Kapcsolódó állomások
A vasútállomáshoz az alábbi állomások vannak a legközelebb:
- Gare de Frasne (Dijon–Vallorbe-vasútvonal)
- Vallorbe vasútállomás (Dijon–Vallorbe-vasútvonal)